# Supur
Supur è un comune della Romania di 4 523 abitanti, ubicato nel distretto di Satu Mare, nella regione storica della Transilvania. 
Il comune è formato dall'unione di 7 villaggi: Dobra, Giorocuta, Hurezu Mare, Racova, Sechereșa, Supuru de Jos, Supuru de Sus.
La sede amministrativa è ubicata nell'abitato di Supuru de Jos.